# هنری اتین سنت کلر دوویل
هنری اتین سنت-کلر دویل (زادهٔ ۱۱ مارس ۱۸۱۸ – مرگ ۱ ژوئیه ۱۸۸۱) شیمی‌دان فرانسوی بود.
وی در جزیره سنت توماس در هند غربی دانمارک، جایی که پدرش کنسول فرانسه بود، به دنیا آمد. او به همراه برادر بزرگترش چارلز در کالج رولین در پاریس تحصیل کرد. در سال ۱۸۴۴، پس از فارغ‌التحصیلی از دکترای پزشکی و دکترای علوم، او برای سازماندهی دانشکدهٔ جدید علوم در بزانسون تعیین شد، جایی که وی از ۱۸۴۵ تا ۱۸۵۱ به عنوان رئیس و استاد شیمی فعالیت کرد. در سال بعد به پاریس بازگشت در مدرسه عالی نرمال جانشین آنتوان جروم بالارد شد. او در بولونی-بیانکور. درگذشت 
در سال ۱۸۴۱، او آزمایش‌های خود را با تحقیق روی روغن تربانتین و tolu balsam آغاز کرد و در طی آن تولوئن را کشف کرد. اما مهم‌ترین کار او شاید در شیمی معدنی و حرارتی بود. در سال ۱۸۴۹ او اسید نیتریک بدون آب (پتاکسید نیتروژن) را کشف کرد، ماده ای جالب به عنوان اولین ماده به دست آمده از به اصطلاح " انیدریدها " از اسیدهای تک پایه. در سال ۱۸۵۴، او توانست آلومینیوم فلزی به دست آورد و در نهایت روشی ابداع کرد که به وسیله آن می‌شد فلز آلومینیوم را در مقیاس کلان تهیه کرد این روش با کمک سدیم انجام می‌شد. او همراه با فریدریش وهلر، در سال ۱۸۵۷ نیترید سیلیکون را کشف کرد. او همراه با ژول هنری دبری روی فلزات پلاتینی تحقیق کرد، تا بتواند فلزی را پیدا کند که از یک سو آماده خالص سازی باشد، و از سوی دیگر برای برای متر استاندارد کمیسیون بین‌المللی متریک مناسب باشد. همراه با لوئیس جوزف تروست او روشی برای پیدا کردن چگالی بخار در دمای بیش از ۱۴۰۰ درجه سانتیگراد ابداع کرد و، تا حدودی با فریدریش وهلر، روی انواع آلوتروپ‌های سیلیسیم و بور تحقیق کرد. 

## انتشارات منتخب
- "De l'aluminium et de ses combinaisons chimiques" , Comptes-rendus de l'Académie des علوم (۱۸۵۴)، مقاله تجزیه و تحلیل در سایت BibNum.
- "Mémoire sur la fabrication du sodium et de l'aluminium"، آنالس دی کیمی و فیزیک، ۴6 (1856)، ۴۱۵–۵۸
- "De l'aluminium, ses propriétés, sa fabrication et ses Applications"، جلد ۱، در -۸ درجه، پاریس، مالت-باچلیر، ۱۸۵۹٬۱۷۶ صفحه
- "L'état naissant des corps" , la Revue sc علمیique، ۲۲ ژانویه ۱۸۷۰.
- "L'internat dans l'éducation" , la Revue sc علمیique، ۲ سپتامبر ۱۸۷۱.